# ДИНТЭМ
Украинский научно-исследовательский конструкторско-технологический институт эластомерных материалов и изделий (укр. Український державний науково-дослідний конструкторсько-технологічний інститут еластомерних матеріалів і виробів) — научно-производственное предприятие военно-промышленного комплекса Украины.

## История
Организация была создана в 1966 году при Днепропетровском шинном заводе под названием Днепропетровский филиал Научно-исследовательского института резиновой промышленности (ДФ НИИРП) для обеспечения работ КБ «Южное» и «Южмаш». После 1991 года переименована в «ДИНТЭМ».
После провозглашения независимости Украины, УНИКТИ «ДИНТЭМ» стал базовой организацией по метрологическому обеспечению производства резинотехнических изделий и головной организацией по созданию новых эластомерных материалов, конструкций резинотехнических изделий и установочных устройств для них, технологии изготовления изделий из эластомеров.
7 июля 1995 года Верховная Рада Украины внесла УНИКТИ «ДИНТЭМ» в перечень предприятий и организаций Украины, не подлежащих приватизации в связи с их общегосударственным значением.
21 августа 1997 года УНИКТИ «ДИНТЭМ» был внесён в перечень предприятий, которые имеют стратегическое значение для экономики и безопасности Украины.
УНИКТИ принимал участие в выполнении государственного военного заказа.
- так, в 1999 году Харьковским конструкторским бюро им. А. А. Морозова совместно с УНИКТИ «ДИНТЭМ» были разработаны асфальтоходные башмаки для танков и САУ (при установке которых на гусеничные ленты, бронетехника не повреждала покрытие асфальтированных дорог). Всего министерство обороны Украины закупило 4 тыс. башмаков[4].
- в 2000[5], 2001[6] и 2002 годы УНИКТИ получал финансирование от министерства промышленной политики Украины на разработку и освоение производства термостойких шин с повышенными электроизоляционными свойствами на основе силоксановых каучуков для машин специального назначения[7]
- УНИКТИ принимал участие в работах по созданию лёгкого вертолёта КТ-112 «Ангел»[8] (разработка которого началась в ООО «Конструкторское бюро „Вертикаль“» в августе 1999 года и была завершена весной 2004 года). Предполагалось, что вертолёт может быть закуплен военными и военизированными структурами[9], однако после банкротства в 2010 году КБ «Вертикаль» проект был закрыт

Кроме того, УНИКТИ разрабатывал продукцию гражданского назначения.
- так, для резиновой промышленности Украины УНИКТИ была разработана и предложена резиновая смесь с термостабилизатором, имеющая повышенную термоокислительную стабильность (для изготовления резинотехнических изделий, эксплуатирующихся при воздействии атмосферного воздуха, пара и горячей воды)
- специалистами института была разработана технология применения резины для герметизации подземных сооружений (впервые применённая при строительстве станции киевского метро «Печерская», а в дальнейшем — на других объектах)[10]
- специалисты института участвовали в разработке и испытаниях резиновых и резинометаллических амортизаторов к железнодорожному пассажирскому вагону модели 68-7007 Крюковского вагоностроительного завода[11]
- в октябре 2010 года УНИКТИ представил резиновые и резиноармированные сита для фракционирования сыпучих материалов[12].

После создания в декабре 2010 года государственного концерна «Укроборонпром», УНИКТИ вошёл в состав концерна.
После начала боевых действий на востоке Украины весной 2014 года ДИНТЭМ освоил производство резиновых уплотнителей для 120-мм самоходных миномётов «Нона-С».
В апреле 2018 года институт завершил разработку технологии изготовления мягких топливных баков для вертолётов Ми-24, которая была передана на Конотопский авиаремонтный завод «Авиакон».